# 小田美波梨
小田美波梨（英語：Beverley Joan "Bev" Oda；1944年7月27日—），加拿大政治人物，加拿大保守黨籍，曾任加拿大下議院議員、加拿大傳統及婦女地位部長、國際合作部長。
小田美波梨是第三代日裔加拿大人，生於安大略省雷灣，畢業於多倫多大學、湖景師範學院，執教於密西沙加，1999年移居奧羅諾。
2012年7月3日，小田美波梨宣布辭去內閣及國會職務。

## 外部連結
- Profile （页面存档备份，存于） at Parliament of Canada
- Bev Oda – Parliament of Canada biography （页面存档备份，存于）
- Speeches, votes and activity （页面存档备份，存于） at OpenParliament.ca